# Variospora flavescens
Variospora flavescens (auch Hepps Schönfleck) ist eine in mitteleuropäischen Kalkgebieten häufige epilithische Flechtenart aus der Familie der Teloschistaceae.

## Beschreibung
Variospora flavescens ist eine Krustenflechte, ihr Lager (Thallus) liegt also eng auf der Unterlage auf. Der rosettenförmige Thallus ist hellgelb bis orange gefärbt, manchmal bereift und erreicht bis über 10 cm Durchmesser, wobei das Zentrum weißlich erodiert sein kann. Die Randlappen sind in der Regel konvex gewölbt. Der Cortex besitzt eine durchgehende Schicht hyaliner Kristalle. Die besonders im Thalluszentrum häufig auftretenden Apothecien erreichen bis zu 1,5 mm im Durchmesser, ihr Rand ist lagerfarben, die Scheiben hingegen dunkler (gelborange bis orangebraun) gefärbt. Die zweizelligen Ascosporen sind zitronenförmig und messen 12–15 × 8–10 μm.
Thallus und Apothecien reagieren positiv auf Kalilauge (K+), d. h., sie verfärben sich bei Beträufeln violett.
Variospora flavescens kann leicht mit anderen Arten verwechselt werden, etwa Caloplaca aurantia (deren Randläppchen allerdings flach anliegen, zudem fehlt eine kristalline Schicht im Cortex).

## Verbreitung
Die Art kommt auf leicht bis voll besonnten Kalkfelsen oder anderem basischen Gestein vor, auch auf anthropogenem Substrat wie Zement, Mörtel oder Dachziegeln. Sie ist in Europa, den angrenzenden Teilen Asiens, Afrikas sowie Makaronesien verbreitet. Schwerpunkte in Mitteleuropa liegen in den Kalkregionen (Kalkalpen, Schwäbische und Fränkische Alb). Sie gilt in Deutschland insgesamt als nicht gefährdet, ist allerdings in den nördlichen Bundesländern seltener und wird dort mit unterschiedlichen Gefährdungsgraden in den Roten Listen geführt.

## Systematik
Das Basionym der Art lautet Lichen flavescens, daneben existiert eine größere Reihe von Synonymen wie Caloplaca heppiana (zu Ehren von Ernst Hepp, wovon sich auch die deutsche Bezeichnung herleitet), Caloplaca aurantia var. heppiana oder Caloplaca flavescens.
Im Zuge einer umfangreichen phylogenetischen Untersuchung der Familie Teloschistaceae unter Einbezug von Markern der rRNA erfolgte 2013 eine Aufteilung der umfangreichen und heterogenen Gattung Caloplaca, wobei die Art nun der Gattung Variospora zugeschlagen wurde.

## Sonstiges
Die Bryologisch-lichenologische Arbeitsgemeinschaft für Mitteleuropa benannte die Art als Flechte des Jahres 2017, da sie einen Vertreter der Kalkfelsen-Lebensgemeinschaften darstellt, die in Mitteleuropa außerhalb der Alpen bedroht sind.